# Bältesläggning

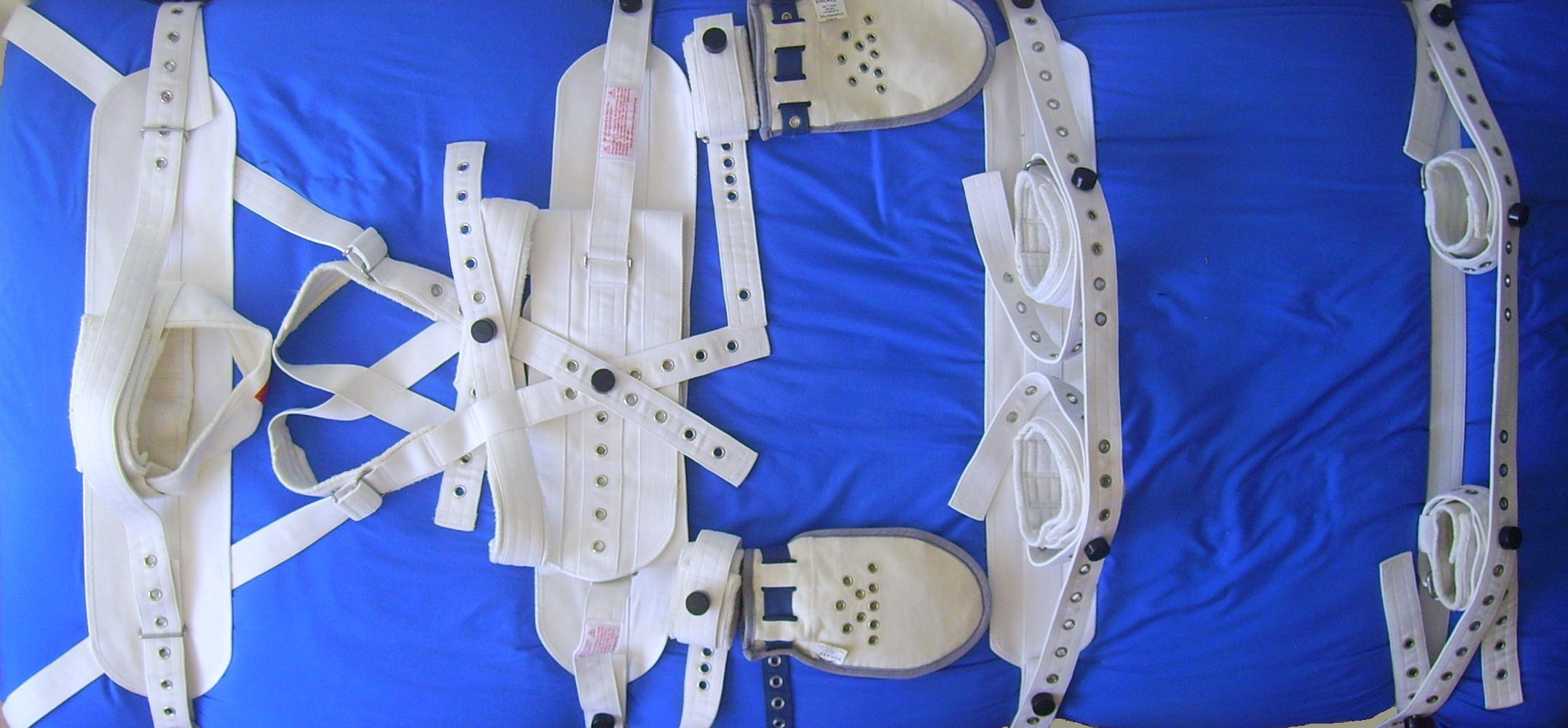

Bältesläggning eller bältning är en akut tvångsåtgärd inom psykiatrin och rättspsyk, som innebär att en patient spänns fast i en säng.
Bältesläggningen ska vara kortvarig. Ofta ges en kombination av antipsykotiska, ångestdämpande och rogivande medel och när dessa har fått effekt är patienten passiviserad. Bältesläggningen behövs då inte mer, och personalen prövar att släppa på den under övervakning.
Bältesläggning är integritetskränkande och därför förenad med negativa föreställningar hos allmänheten och psykiatriska patienter. Åtgärden har historiskt använts för att bestraffa patienter som ansetts omedgörliga; de sjuka fick ligga hårt fastspända i sina sängar tills de bedömdes som följsamma.

## I Sverige
I Sverige ger Lagen om psykiatrisk tvångsvård möjlighet till bältesläggning om det finns en omedelbar fara för att patienten allvarligt skadar sig själv eller någon annan. Åtgärden får normalt endast ordineras av en specialistkompetent överläkare inom den psykiatriska slutenvården. Bältesläggning får dock även ske kortvarigt före intagning i slutenvården av en legitimerad läkare med delegation. Efter fyra timmar måste IVO (inspektionen för vård och omsorg) kontaktas om läkaren bedömer att patienten fortsatt behöver ligga i bälte. Samma procedur upprepas sedan efter ytterligare fyra timmar. Det är förbjudet att använda handfängsel, även i samband med bältesläggning.
Vid bältesläggning är den intagne helt beroende av omgivningen för alla personliga behov, och därför krävs enligt lag att en personal är närvarande under hela den tid då patienten ligger i bältessängen. Ordinationen kan ske när andra behandlingsåtgärder inom slutenvården anses otillräckliga. Detta är vanligtvis i samband med akut insjuknande eller återinsjuknande i svår psykos, där patienten saknar verklighetskontakt och utgör en omedelbar fara både för sig själv och andra.
En del patienter som vårdas enligt lagen om psykiatrisk tvångsvård eller hälso- och sjukvårdslagen kan bli tvångsinlagda på rättspsykiatrisk institution, där det förekommer bältesläggning av dessa patienter.